# Liste der Naturdenkmale in Wartenberg (Hessen)
Die Liste der Naturdenkmale in Wartenberg (Hessen) nennt die im Gebiet der Gemeinde Wartenberg im Vogelsbergkreis in Hessen gelegenen Naturdenkmale.
| Bild            | Bezeichnung                  | Ortsteil, Lage                               | Beschreibung | Art        | Nr.      |
| --------------- | ---------------------------- | -------------------------------------------- | ------------ | ---------- | -------- |
| Fotos hochladen | Muschelkalkkante am Sonnberg | Angersbach 50° 37′ 21,8″ N, 9° 26′ 19,1″ O   | Kalkhang     |            | 19.124.2 |
| Fotos hochladen | Eiche auf dem Buchwald       | Landenhausen 50° 36′ 12,6″ N, 9° 27′ 40,6″ O |              | Einzelbaum | 19.125.1 |

## Belege
1. ↑  
Naturdenkmale in Hessen. (pdf; 405 kB) Anlage zu Kleine Anfrage der Abg. Ursula Hammann (BÜNDNIS 90/DIE GRÜNEN) vom 15.04.2011 betreffend Biotopverbund Teil 2 und Antwort der Ministerin für Umwelt, Energie, Landwirtschaft und Verbraucherschutz. Hessischer Landtag, 22. Juni 2011, S. 103–108, abgerufen am 4. Februar 2016.
2. 1 2  
Naturdenkmäler im Vogelsbergkreis -Übersichtstabelle- Anlage 1 der Verordnung. (pdf; 30 kB) www.vogelsbergkreis.de, 1. Januar 2018, abgerufen am 7. Januar 2022.

- Karte mit allen Koordinaten:
- OSM |
- WikiMap